# Rudolf Herrnritt
Rudolf Herrnritt (geboren als Rudolf Herrmann von Herrnritt, * 17. April 1865 in Prag; † 25. März 1945 in Wien) war ein österreichischer Jurist, Höchstrichter und Universitätsprofessor. Er war ab 1903 an der Universität Wien außerordentlicher, ab 1904 an der Technischen Universität Wien ordentlicher Universitätsprofessor für Verwaltungsrecht und Staatsrecht. Ab 1909 war Herrmann von Herrnritt Hofrat des österreichischen Verwaltungsgerichtshofs, wo er 1930 zum Senatspräsidenten aufstieg.

## Werdegang
Rudolf Herrnritt wurde 1865 in eine Juristenfamilie in Prag im damals österreichisch-ungarischen Königreich Böhmen geboren. Er besuchte das Wiener Schottengymnasium und begann 1883 das Studium der Rechtswissenschaften an der Universität Wien. 1888 wurde er zum Doktor der Rechte (Dr. iur.) promoviert und trat noch im selben Jahr als Konzipist in der Wiener Finanzprokuratur in den Staatsdienst ein.
Im Jahr 1890 wechselte Rudolf Herrnritt als Verwaltungsjurist in den Dienst des politischen Verwaltungsdiensts in der Markgrafschaft Mähren, kehrte aber schon 1891 nach Wien zurück, um im Ministerium für Kultus und Unterricht tätig zu werden. 1897 habilitierte sich Herrnritt an der Universität Wien mit einer Habilitationsschrift zum österreichischen Stiftungsrecht und erlangte damit die Lehrbefugnis für Verwaltungsrecht. Er wurde damit verbunden auch zum Privatdozenten an der Universität Wien bestellt. Im Jahr 1901 erlangte er zudem die venia docendi für österreichisches Staatsrecht.
Zum außerordentlichen Universitätsprofessor für Staats- und Verwaltungsrecht wurde Rudolf Herrnritt im Jahr 1903 an der Universität Wien berufen. Bereits ein Jahr später ereilte ihn jedoch der Ruf als ordentlicher Universitätsprofessor an die Technische Universität Wien, wo er bis zum Jahr 1909 lehrend und forschend tätig war. 1909 wurde Rudolf Herrnritt schließlich als Hofrat an den österreichischen Verwaltungsgerichtshof berufen. Diesem gehörte er in der Folge mehr als 20 Jahre lang an, wobei er in seinem letzten Dienstjahr, 1930, noch zum Senatspräsidenten ernannt wurde.
Daneben lehrte Rudolf Herrnritt 46 Semester lang an der Wiener Konsularakademie, im Diplomatenkurs sowie mehrere Semester lang an der Wiener Verwaltungsakademie. Er war zudem Mitglied der staatswissenschaftlichen Prüfungskommission an der Universität Wien und des Pariser Institut International de Droit Public.

## Privatleben
Nach dem Zusammenbruch der österreichisch-ungarischen Monarchie und der Entstehung der Republik, trug Rudolf Herrnritt ab 1918 aufgrund des Adelsaufhebungsgesetzes den Nachnamen Hermann-Herrnritt, den er 1921 durch eine Namensänderung auf Herrnritt kürzen ließ. Bereits im Ruhestand heiratete Rudolf Herrnritt schließlich noch.